# آمون (آیداهو)
آمون (به انگلیسی: Ammon) شهری در شهرستان بونویل ایالت آیداهو است که جمعیت آن در سرشماری سال ۲۰۱۰ میلادی ۱۳٬۸۱۶ نفر بوده است.

## موقعیت جغرافیایی
موقعیت جغرافیایی شهرها و مناطق اطراف به شرح زیر است: